# Piegendorf (Neufahrn in Niederbayern)
Piegendorf ist ein Ortsteil der Gemeinde Neufahrn in Niederbayern im niederbayerischen Landkreis Landshut. 

## Lage
Das Kirchdorf Piegendorf liegt in der Hallertau mehr als fünf Kilometer nordwestlich von Neufahrn. Durch den Ort führt die Kreisstraße LA 34.

## Geschichte
Die Gemeinde Piegendorf gehörte zunächst zum Landgericht Pfaffenberg und ab 1838 zum neu eingerichteten Landgericht Rottenburg an der Laaber. Piegendorf selbst hatte 1849 neun Häuser und 44 Einwohner. 1862 kam die Gemeinde zum Bezirksamt Rottenburg an der Laaber, 1939 umbenannt in Landkreis Rottenburg an der Laaber. Im Zuge der Gebietsreform in Bayern wurde die Gemeinde Piegendorf zum 1. Mai 1978 nach Neufahrn in Niederbayern eingegliedert.

## Sehenswürdigkeiten
- Filialkirche St. Andreas. Die barocke Anlage wurde 1724 erbaut.

## Vereine
- Freiwillige Feuerwehr Piegendorf
- Motor-Sportfreunde Piegendorf